# Ernesto Cavour
Ernesto Cavour Aramayo, conhecido apenas como Ernesto Cavour (La Paz, 9 de abril de 1940 - La Paz, 7 de agosto de 2022) foi um músico, instrumentista, compositor, luthier e escritor boliviano, considerado um mestre do charango e, como parte do grupo Los Jairas, um dos grandes nomes da música andina.

## Biografia
Nascido em uma família pobre, foi criado só pela mãe, Marina Aramayo, crescendo em bairros populares, onde teve contato mais próximo com os "saberes e sentires do povo", desenvolvendo um maior apreço pela cultura nacional, em um país onde a influência europeia era a mais valorizada pelas camadas médias e alta da sociedade boliviana. Com 10 anos comprou seu primeiro charango, aprendendo cedo e de forma autodidata a tocar o instrumento que viria a dominar e fazer sua fama. Começou a aprender dança para vencer a timidez e já no começo dos anos 60 passou a integrar o Ballet Nacional da Bolívia, se exibindo por todo o país como dançarino de dança espanhola e folclórica boliviana, além de tocar violão e quena nas apresentações. Foi o início também de sua coleção de charangos, que adquiria nas viagens para regiões como Oruro e Potosí. A sua habilidade com o instrumento o levou a ganhar em 1962 seu primeiro prêmio, em um festival folclórico na cidade argentina de Salta. 

### Los Jairas
Ainda como solista já tinha uma carreira que o levou a fazer apresentações por todo o país e mesmo no exterior. Mas foi em 1966 que fundou o grupo que o consagraria: Los Jairas, um dos grupos seminais do chamado neo-folclore boliviano. No ano anterior tinha conhecido o suíço Gilbert Favre, que tocava a quena e tinha pedido um músico para acompanhá-lo para sua exibição em um programa de rádio. Cavour foi, acompanhado do pianista Julio Godoy, tendo sucesso imediato, o que motivou Favre a pedir que continuassem tocando juntos, sendo criada então uma peña folclórica (espécie de tertúlia musical) com esse fim, a peña Naira, na rua Sagárnaga de La Paz. O sucesso das exibições levou à criação do grupo, que logo angariou crescente popularidade e prestígio, fazendo com que se apresentassem no Chile, onde se encontraram com a famosa cantora e compositora Violeta Parra, cuja família também tinha uma tradicional peña, de renome internacional. No país andino venceram um importante festival, dando início a uma turnê pela América Latina. Em 1968 partiram para uma turnê na Europa, que se estenderia por anos. 
No Los Jairas, Cavour tocava o charango, Edgar "Yayo" Jofré era voz, bateria e zampoña e Godoy violão, aos quais se somaram "El Gringo" Favre na quena e eventuais colaborações do virtuose boliviano do violão Alfredo Domínguez, sendo que estes dois últimos integravam também com Cavour um trio. Com Los Jairas, Cavour gravou quatro álbuns, de amplo sucesso de público e crítica, sendo reconhecidos como um dos maiores nomes da música andina e tendo se apresentado com outros grandes artistas da música latinoamericana, como o argentino Atahualpa Yupanqui e o peruano Nicomedes Santa Cruz. 

### Retorno à Bolívia
Cavour poderia ter se estabelecido na Europa, onde o grupo realizava muitos shows, mas preferiu voltar à Bolívia por não se sentir bem no "Velho Continente" e ter saudades do país natal, além do seu desejo de ampliar um museu que tinha criado pro instrumento que lhe deu fama. Foi assim que em 1971 saiu de Los Jairas e, voltando pra Bolívia, criou outro grupo, reativando também, em 1974, a peña Naira, onde se apresentaria em muitas ocasiões com Luis Rico, famoso cantor e compositor local. Em 1979 formaria com ele e com o cantor e poeta Nilo Soruco o grupo Bolivia, Corazón de América.
Em 1975 assumiu a diretoria do Balé Folclórico Nacional e em 1984, reinaugurou como "Museu dos Instrumentos Musicais" o "Museu do Charango" que tinha criado em 1962. A partir dos anos 80 e 90 e até o fim da vida realizou muitas apresentações, com outros músicos e como solista, em países tão diversos como Japão, França, Argentina, Suécia e a então União Soviética. Recebeu muitos prêmios e distinções, tais como o reconhecimento como "melhor charanguista do mundo" pelo Canal Ocho da televisão equatoriana, a nomeação como Cidadão Ilustre das cidades japonesas de Sapporo e Yamaha e da brasileira Cuiabá (em 1988), a Ordem do Condor dos Andes, em 2013, maior distinção conferida pelo Estado Boliviano e o Prêmio Nacional da Cultura, em 2018. No país asiático, assim como aconteceu na Europa (em especial França), também foi muito prestigiado: suas apresentações, que começaram lá nos anos 80, ajudaram a estabelecer a música andina boliviana como referência do gênero para o público nipônico, com direito a autoria da trilha do filme "Rio sem Ponte" (橋のない川, Hashi no nai kawa, Yoichi Higachi, 1991). Na sétima arte também contribuiu para a música do filme Mina Alaska (1968), do diretor boliviano Jorge Ruiz e Tinku - El encuentro (1985), do seu também conterrâneo Juan Miranda. Em 1985 e 1986 participou de importantes festivais musicais na Alemanha, ao lado de outros grandes instrumentistas, como os espanhóis Paco de Lucía e Andrés Segovia. Em 2003 foi um dos entrevistados para o curta documental El Charango, dos americanos Jim Virga e Tula Goenka, centrado na cidade de Potosí, que seria para Cavour o berço do instrumento. Outra faceta importante da sua obra foi o seu trabalho como compositor, com letras bem-humoradas, mas com muito conteúdo de crítica social e descrição de costumes. Entre muitas composições suas, tanto como músico como letrista, se podem destacar Leño verde (instrumental), Picaflor enjaulado, Flor de caña, El quirquincho cantor e Indio Chatillo, entre mais de 100 canções, só contando aquelas escritas para o charango.
Formado em Contabilidade e graduado como professor na Escola Normal Nacional Simón Bolívar, era casado com Maria Antonieta Arauco, uma socióloga cochabambina. O charanguista também era um grande apreciador de música clássica, tendo chegado a gravar um álbum com versões tocadas no instrumento andino da obra de autores como Bach e Rimsky-Korsakov.
Ernesto Cavour faleceu aos 82 anos, em 7 de agosto de 2022. Dois ex-presidentes da Bolívia, Carlos Mesa e Evo Morales, divulgaram mensagens de condolências e enfatizaram a importância do músico para a cultura do país. Os seus restos mortais foram velados no seu amado museu.

### Difusão do charango
Ao longo da vida, Cavour se preocupou em divulgar e valorizar o charango, instrumento típico da Bolívia, criando um método para seu aprendizado e realizando master classes ao redor do mundo, em países como França, México, Alemanha e Japão, com o fim de instruir outros músicos interessados em se aprimorar na pequena guitarra. Como parte dos seus esforços no reconhecimento do que era, em outros tempos, um instrumento desdenhado por parte dos setores mais acomodados da sociedade boliviana, além do método, das aulas e das suas apresentações com o charango, Cavour criou também, em 1973, a Sociedade Boliviana do Charango (SBC), ao lado de outros grandes instrumentistas, como o boliviano William Centellas. A devoção ao instrumento se baseava na importância que Cavour atribuía a ele como símbolo da música, e por extensão, da cultura boliviana:
“Posso dizer que o Charango é a essência da alma boliviana, traduzida na nostalgia altiplânica, na mensagem telúrica do vento, na fúria das escavações [abertas pela mineração], no amor, na ternura e anseios. Representa para aqueles que o tocam ainda que uma ferramenta de trabalho, também uma arma de luta (...)"    

Ernesto Cavour (1976) 

## Museu de Instrumentos Musicais

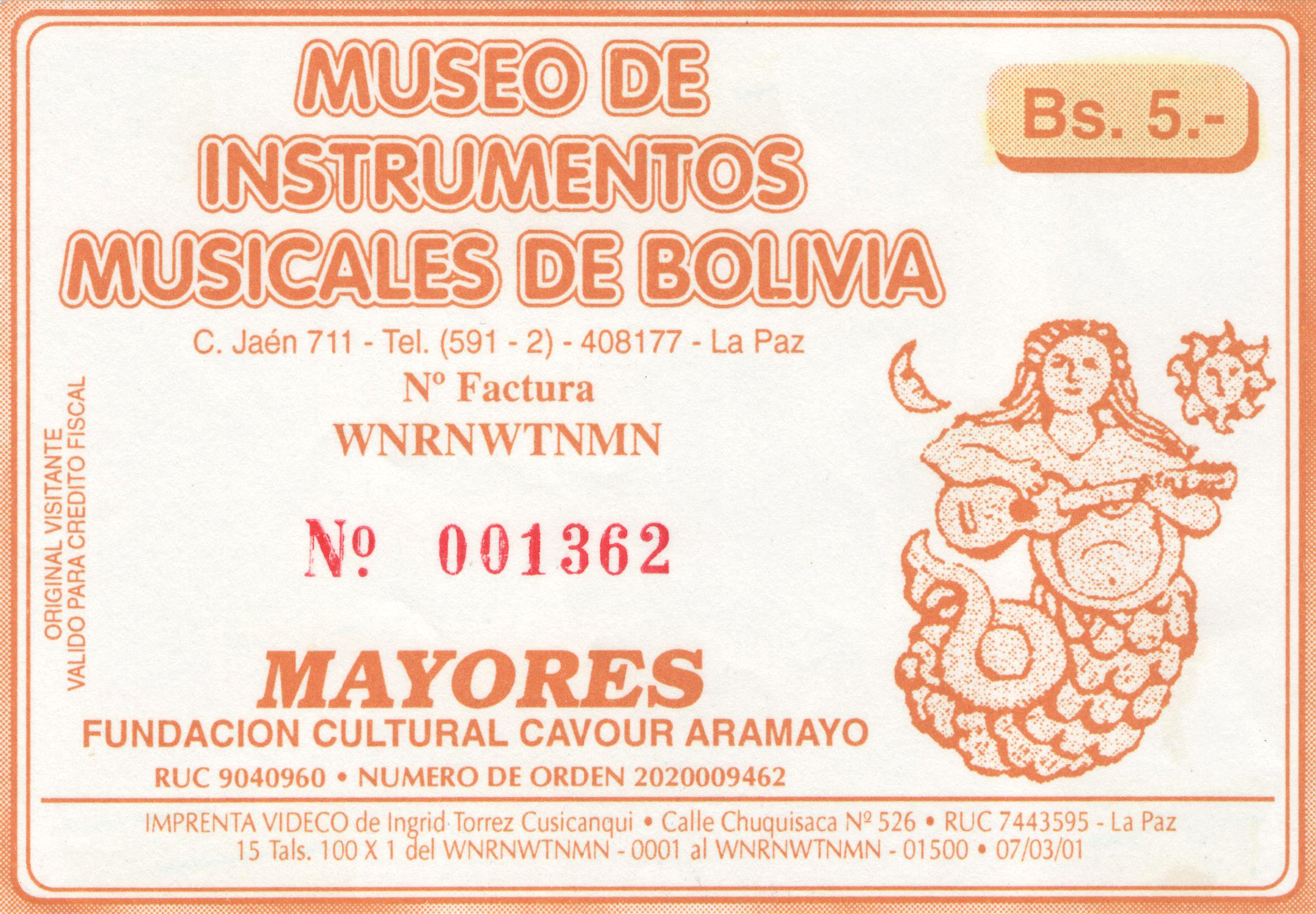
Ingresso para o museu, ilustrado com uma sereia charanguista, elemento muito presente na arte barroca boliviana do século XVIII.

Além do charango, outra paixão de Cavour a qual também dedicou sua vida foi a criação e ampliação de um museu de instrumentos musicais, na histórica e turística Rua Apolinar Jaén, em La Paz, conhecida por seus museus. No seu, localizado em um antigo casarão colonial, são expostos cerca de 2500 instrumentos, de vento, percussão, cordas, entre outros, de países os mais diversos, como Peru, China e Nova Zelândia. O destaque, no entanto, é para os violões, violas e variantes, incluindo o seu querido charango, do qual há exemplares de diversos tipos, construídos nos principais centros de produção do instrumento na Bolívia, como Aiquile, no interior de Cochabamba, e os ornamentados com padrões florais fabricados nos centros de mineração de Llallagua, Uncía e Siglo XX, em Potosí. Também há um espaço dedicado a outros instrumentos típicos de cordas da América Latina, como o cuatro venezuelano, a jarana jarocha mexicana e o cavaquinho brasileiro. Há também instrumentos em exposição que podem ser tocados pelos visitantes, nesse espaço de valorização da musicalidade humana, em especial a dos países latino-americanos. Outro destaque são os instrumentos inventados e construídos pelo próprio Cavour: além de vários tipos de charangos, instrumentos como o violão muyu muyu (peculiar instrumento que consiste em dois braços de guitarras unidas pelas cabeças, do qual um dos lados tem seis cordas e o outro doze), a "estrelinha", um charango de cinco braços, e a zampoña cromática, entre cerca de 30 instrumentos que criou.
No museu também se encontra a tradicional peña Naira, onde Cavour se apresentou até o fim da vida, todos os sábados. O músico, que sempre estava presente no local, também dava aulas e vendia ali seus cds, livros e manuais, relacionados ao seu instrumento de vocação e a outros como a quena, o violão, a concertina, bem como à música, literatura e costumes da Bolívia. Após o seu falecimento, e como parte das homenagens prestadas, a Ministra de Culturas, Sabina Cuéllar, assegurou o compromisso do Estado em manter o espaço aberto.

## Discografia[27][28]
Entre os cerca de 50 álbuns, lps e singles ao longo da carreira, se podem destacar:
- Ernesto Cavour y su charango (LP. Bolívia: Gravadora Lyra, 1973).
- Canto del Viento (Polydor, 1980).
- Piedras Peregrinas (Japão: Polydor, 1982).
- Padre Viento (Japão: Polydor, 1990).
- La Partida (Suíça: Gravadora Tudor, 1992).
- The River with No Bridge. (Polydor, 1992). Trilha sonora do filme "Rio sem Ponte" (Hashi no nai kawa, 1991).
- Ernesto Cavour y su conjunto. (Bolívia: Discolandia, 2004). Inclui uma versão de "O voo do besouro", de Rimsky-Korsakov.[29]
- Antologia 50 años (2007)

Com Los Jairas:
- Los Jairas (Lauro Records, 1966).
- Los Jairas. Bolivia con Los Jairas. (Gravadora Lyra, 1967).
- Siempre con... (Gravadora Lyra, 1969).
- Cavour - Domínguez - El Gringo (Suíça: Evasion Disques, 1970).

No trio com Gilbert Favre e Alfredo Domínguez:
- Folklore (Bolívia: Gravadora Campo, 1966)
- Folklore 2 (Bolívia: Gravadora Campo, 1967)

- Grito de Bolivia (França: Les Disques de Motor, 1971).

## Bibliografia

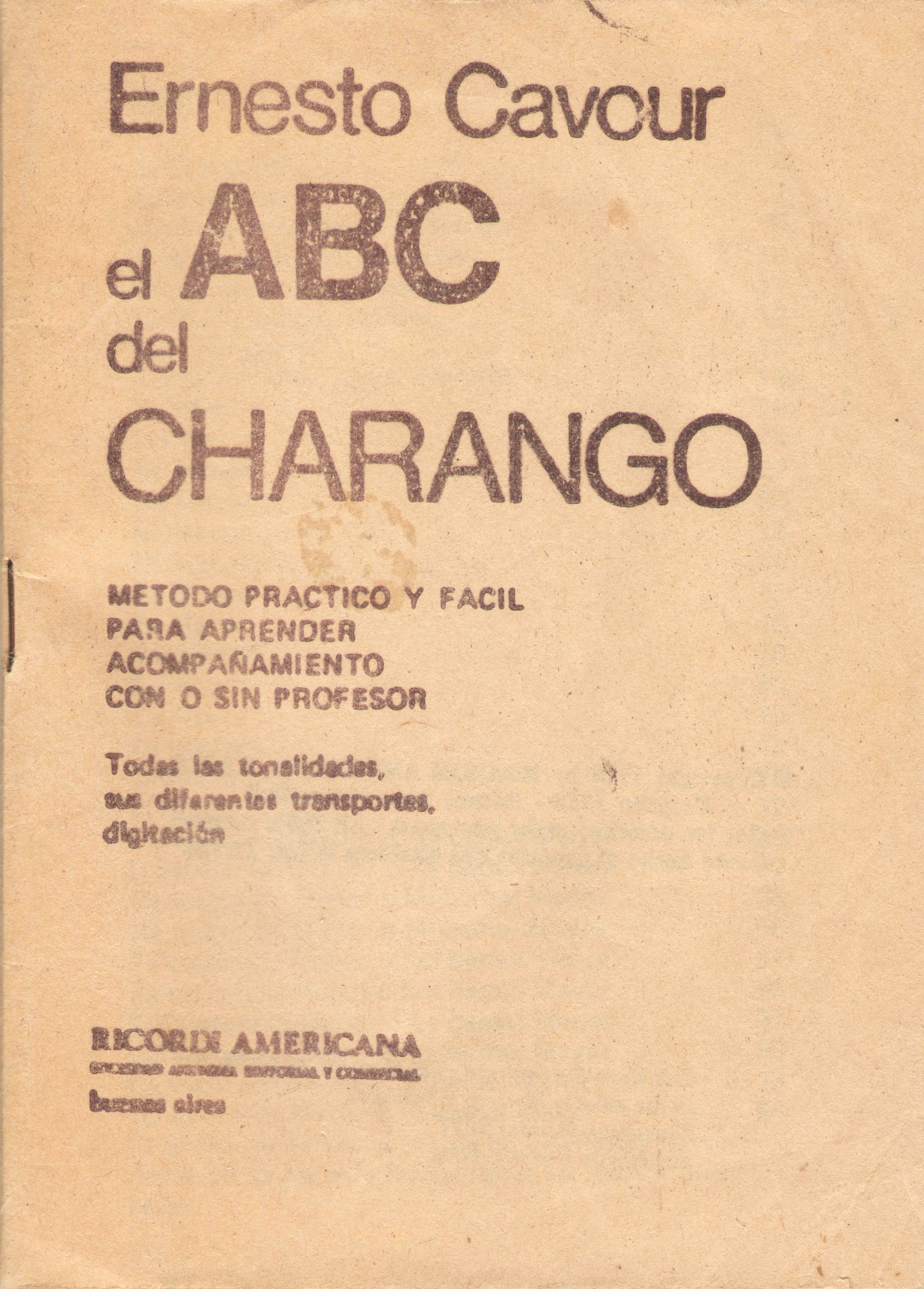
Um dos métodos criados por Cavour para aprendizado do charango.